# Cirkus Tværs
Cirkus Tværs er et internationalt børne- og ungdomscirkus som ligger i cirkusbygningen i Gellerup ved Aarhus, lige overfor City Vest. Cirkus Tværs har eksisteret siden 1986 som et socialt/kulurelt projekt rettet især mod lokalområdet. Cirkus Tværs har i mange år også arrangeret Børne- og ungdoms Cirkusfestival.